# Muhammad Ashraf
Choudhry Muhammad Ashraf (ur. 11 października 1927) – pakistański zapaśnik walczący w stylu wolnym. Olimpijczyk z Melbourne 1956, gdzie zajął siódme miejsce w kategorii do 67 kg.
Piąty na mistrzostwach świata w 1959. Brązowy medalista igrzysk azjatyckich w 1954 i czwarty w 1958. Triumfator igrzysk Imperium Brytyjskiego i Wspólnoty Brytyjskiej w 1958 roku.

## Letnie Igrzyska Olimpijskie 1956
| Konkurencja      | Rundy eliminacyjne | Rundy eliminacyjne  | Rundy eliminacyjne  | Rundy eliminacyjne         | Klas. końcowa |
| Konkurencja      | Przeciwnik I       | Przeciwnik II       | Przeciwnik III      | Przeciwnik IV              | Miejsce       |
| ---------------- | ------------------ | ------------------- | ------------------- | -------------------------- | ------------- |
| 67 kg styl wolny | O Tae-geun (KOR) Z | Mario Tovar (MEX) P | Jack Taylor (GBR) Z | Alimbieg Biestajew (SUN) P | 7.            |